# Max Fridman
Pour les articles homonymes, voir Fridman.
Max Fridman est un personnage fictif de bande dessinée, héros de la série Les aventures de Max Fridman, créée en 1982 par Vittorio Giardino, qui se déroule en Europe à la fin des années 1930.

## Le personnage
Max Fridman est un ancien agent du service français de contre-espionnage, vivant à Genève avec son ex-femme Ada et sa fille Esther, et à qui l'on demande de reprendre du service. C'est un personnage séduisant, intelligent et cultivé, à la silhouette raffinée et élégante, qui travaille avec discrétion et efficacité sous la couverture d'un prospère négociant en tabacs. Il est toujours bien habillé et fréquemment coiffé d'un feutre qui recouvre sa chevelure rousse. Il est Juif, porte une barbe soigneusement taillée et fume la pipe. Il entretient des relations privilégiées avec sa fille.

## La série
Les aventures de Max Fridman mettent en jeu les conflits entre agents secrets des différents pays européens à la veille de la Seconde Guerre mondiale. Les histoires sont l'occasion de voyager à travers l'Europe : Hongrie, Turquie, Espagne... et de découvrir des personnages souvent complexes : espions, diplomates, hommes de main... Les femmes sont également présentes, ce qui permet d'apporter une touche de romantisme et d'apprécier la galanterie et la prévenance de Max Fridman.
D'après Vittorio Giardino, c'est le conflit yougoslave qui enclenche son désir de plonger Max Fridman dans la tragédie espagnole : « Et avant que je n’aie eu le temps de conclure cette histoire (Jonas Fink), un autre événement majeur a eu lieu : le siège de Sarajevo, et plus globalement la guerre civile qui a miné la Yougoslavie. Cela m’a rappelé un autre siège, peut-être plus sanglant, qui était celui de Madrid. Je me suis senti obligé d’aborder ce sujet ».
Les prochains albums de la série pourraient aborder l'Italie de Mussolini, les six premiers mois de la seconde guerre mondiale en France, les Pays-Bas sous occupation nazie, la libération de Bologne, la ville du dessinateur, ou encore la fondation de l'état d'Israël.

## Albums
1. Rhapsodie hongroise, 1982  (ISBN 2-7234-0305-X)[3].
2. La Porte d'Orient, 1986  (ISBN 2-7234-0627-X). Prix Urhunden du meilleur album étranger 1987.
3. No pasaràn, 1999  (ISBN 2-7234-2745-5).
4. Rio de sangre, 2002  (ISBN 2-7234-3663-2).
5. Sin ilusión, 2008  (ISBN 978-2-7234-6085-9). Sélection officielle du Festival d'Angoulême 2009.
6. Hiver 1938, les cousins Meyer, 2025  (ISBN 978-2-3440-6481-8)